# ROMANCE (브로맨스의 음반)
《ROMANCE》는 대한민국의 남성 음악 그룹 브로맨스의 두 번째 미니 음반이다. 2017년 1월 6일에 발매되었다.

## 트랙리스트
| #  | 제목              | 작사                   | 작곡                         | 편곡           | 재생 시간 |
| -- | ----------------- | ---------------------- | ---------------------------- | -------------- | --------- |
| 1. | 〈I'm Fine〉      | 김도훈                 | 김도훈                       | 김도훈         | 4:05      |
| 2. | 〈삼년째 백수〉   | 이상호, 이찬동, 황선진 | 이상호, 에스나               | 이상호         | 3:26      |
| 3. | 〈헤어지지 말자〉 | 에디                   | 에디                         | 강화성         | 4:26      |
| 4. | 〈예뻐서 고마워〉 | 박다인, 이정현         | ANTHONY LEE, Patrick Fension | ANTHONY LEE    | 4:23      |
| 5. | 〈어장관리〉      | 박강일, 박신원         | 박강일                       | 박강일, 박신원 | 3:23      |

## 평가
| 전문가 평가 | 전문가 평가 |
| 평가 점수   | 평가 점수   |
| 출처        | 점수        |
| ----------- | ----------- |
| 이즘        | 3/별        |

이즘의 현민형은 "정공으로 내뱉는 음성은 건실한 하모니를 이룬다. 장기간 부진으로 인해 목마름을 겪고 있는 남성 보컬그룹의 공백을 새로 충족한다는 점에서 그들의 포지션은 맥락적인 특수성을 획득한다. 그룹명처럼 부드럽고 애틋한 감성으로 우리네 감수성에 로망(romance)을 선사하는 브로맨스. 등장 자체가 반가운 중창 그룹의 산뜻한 행보이다."며 별점 만점 5점 중 3점을 부여했다.
반면 아이돌로지의 오요는 "전형적인 생활밀착형 한국 남성의 자기연민 서사로 가득한 곡들을 들으며 어떠한 공감도 어떠한 감흥도 생기지 않는다. 타이틀곡 'I'm Fine'이 그나마 앨범을 통틀어 유일하게 설득력 있는 곡이지만 그뿐이다."며 평가하였다.

## 차트 성적
음반 부문에서는 가온 앨범 차트 주간 32위, 월간 94위를 기록하였다.